# Leandro Somoza
Leandro Daniel Somoza (* 26. Januar 1981 in Buenos Aires, Argentinien) ist ein argentinischer Fußballspieler.

## Spielerkarriere

### Verein
Leandro Somoza folgte dem Beispiel zahlreicher Landsleute wie Juan Román Riquelme und wechselte 2006 zum FC Villarreal, nachdem er zuvor fünf Jahre bei CA Vélez Sársfield spielte. Sein größter Erfolg war der Gewinn der Clausura 2005 mit den Argentiniern.
Nach einem Jahr beim FC Villarreal wurde er für die Saison 2007/08 an Betis Sevilla verliehen, da er aufgrund der Genesung des Franzosen Robert Pires kaum Chancen auf einen Stammplatz hatte. Da man auch nach dem Jahr nicht mehr mit ihm plante, ging Somoza zu seinem Heimatverein CA Vélez Sársfield nach Argentinien zurück. Dort wurde er zum Mannschaftskapitän berufen und gewann 2009 mit Vélez erneut die Clausura.

### Nationalmannschaft
Von Trainer Alfio Basile wurde Leandro Somoza 2006 in die Nationalmannschaft berufen, für die er zwei Länderspiele gegen Brasilien und Spanien bestritt.

### Erfolge
- Clausura 2005 und 2009 mit CA Vélez Sársfield